# La banda Picasso
La banda Piccaso es una película española de 2012 dirigida por Fernando Colomo.
La película está inspirada en el robo de La Gioconda perpetrado en el Museo del Louvre en 1911 y sobre la detención del pintor malagueño Pablo Picasso por parte de la Gendarmería francesa, que le atribuía formar parte de una banda extranjera de ladrones de arte.

Fue nominada en la XXVII edición de los Premios Goya en las categorías de Mejor diseño de vestuario y Mejor canción original.

## Reparto
- Ignacio Mateos Pablo Picasso
- Pierre Bénézit Guillaume Apollinaire
- Jordi Vilches Manolo Hugué
- Lionel Abelanski Max Jacob
- Raphäelle Agogué Fernande Olivier
- Louise Monot Marie Laurencin
- Alexis Michalik Géry Pieret (Le Baron)
- Stanley Weber Georges Braque
- Thomas Jouannet Henri-Pierre Roché
- Cristina Toma Gertrude Stein
- David Coburn Leo Stein
- Eszter Tompa Alice B. Toklas

## Palmarés cinematográfico
XXVII edición de los Premios Goya
| Categoría                 | Persona      | Resultado |
| ------------------------- | ------------ | --------- |
| Mejor diseño de vestuario | Vicente Ruiz | Nominada  |
| Mejor canción original    | L'as tu vue? | Nominada  |